# Новоархангельское (Оренбургская область)
Новоархангельское — село в Шарлыкском районе Оренбургской области России. Административный центр и единственный населённый пункт Новоархангельского сельсовета.

## География
Расположено на северо-западе региона, на реке Ялонга, в 8-9 км к востоку от села Шарлык и в 125 км к северу от Оренбурга.
Уличная сеть включает 7 улиц: Заречную, Мира, Родимцева, Восточную, Первомайскую, Юбилейную, Торговую.

## Население
| 2010 | 2012 | 2013 | 2014 | 2015 | 2016 | 2017 | 2018 | 2019 | 2020 |
| ---- | ---- | ---- | ---- | ---- | ---- | ---- | ---- | ---- | ---- |
| 422  | ↘410 | ↘392 | ↘388 | ↗389 | ↘374 | ↘365 | ↘346 | ↘342 | ↘328 |
| 2021 |      |      |      |      |      |      |      |      |      |
| ↘317 |      |      |      |      |      |      |      |      |      |

Национальный состав
Согласно результатам переписи 2002 года, в национальной структуре населения
русские составляли 99 % из 589 чел..

## Инфраструктура
В селе имеется общеобразовательная школа. Строится церковь преподобной Зосимы Эннатской.

## Транспорт
Проходит автодорога 80Н-524.